# Alijah Vera-Tucker
(en) Statistiques sur pro-football-reference
Solomon Alijah Lewis Vera-Tucker, né le 17 juin 1999 à Oakland en Californie, est un joueur de football américain évoluant au poste d'offensive guard pour les Jets de New York dans la National Football League (NFL).
Au niveau universitaire, il joue pour les Trojans de l'USC ce qui lui permet de recevoir le trophée Morris (en) en 2020 et d'être sélectionné à deux reprises dans l'équipe type de la Pacific-12.
Vera-Tucker est sélectionné par les Jets lors du premier tour de la draft 2021 de la NFL.

## Jeunesse
Vera-Tucker grandit à Oakland en Californie, où il fréquente le lycée Bishop O'Dowd. Il joue offensive tackle et defensive end dans l'équipe de football américain et est nommé All-American à l'issue de son année senior. Vera-Tucker est considéré comme une possible recrue quatre étoiles et se lie avec l'université de Caroline du Sud  pour jouer au football universitaire.

## Carrière universitaire
Vera-Tucker ne joue pas lors de sa première saison chez les Trojans La saison suivante, il joue les 12 matchs comme remplaçant au poste de guard et dans les équipes spéciales,. 
Vera-Tucker envisage de participer à la draft 2020 de la NFL, mais choisit jouer son années senior avec l'USC. Cependant, à l'annonce de la conférence Pac-12 de reporter la saison 2020, Vera-Tucker annonce son retrait du football universitaire afin de se préparer pour la draft 2021 de la NFL. Il annule sa décision après l'annonce de la reprise du championnat de la Pac-12.Il est sélectionné dans l'équipe type de la Pac-12 par l'Associated Press en 2020.

## Carrière professionnelle
| Taille               | Poids           | Bras              | Main             | Sprint   | Sprint   | Sprint   | Shuttle 20 yards | 3 cones drill | Détente     | Détente             | Développé couché | Test Wonderlic |
| Taille               | Poids           | Bras              | Main             | 40 yards | 10 yards | 20 yards | Shuttle 20 yards | 3 cones drill | verticale   | horizontale         | Développé couché | Test Wonderlic |
| 1,94 m (6 ft 4 ½ in) | 140 kg (308 lb) | 82 cm (32 1/8 in) | 24 cm (9 5/8 in) | 5,13 s   | 1,77 s   | 2,95 s   | 4,63 s           | 7,70 s        | 32,0 inches | 2,69 m (8 ft 10 in) | 32 reps          | -              |

Vera-Tucker est sélectionné en 14e choix global lors du premier tour de la draft 2021 de la NFL par la franchise des Jets de New York. Il signe son contrat de rookie de quatre ans pour un montant de 15,88 millions de dollars avec les Jets le 20 juillet 2021. Il est désigné titulaire au poste de left guard et joue les 16 matchs de la saison régulière. Il est sélectionné dans l'équipe type des rookies NFL par la PFWA.
Vera-Tucker est désigné titulaire au poste de right guard par les Jets en 2022 après la signature du left guard Laken Tomlinson (en). Il devient titulaire au poste de left tackle lors de la 4e semaine après la blessure de George Fant (en). Il passe ensuite au poste de right tackle lors de la 5e semaine après la blessure de Max Mitchell (en) où il reste titulaire lors des trois matchs suivants. Il subit une déchirure du triceps au cours de la 7e semaine et est placé dans la liste des réservistes blessés le 25 octobre 2022.